# Astroblepus formosus
Astroblepus formosus är en fiskart som beskrevs av Fowler, 1945. Astroblepus formosus ingår i släktet Astroblepus och familjen Astroblepidae. Inga underarter finns listade.